# Uwe Madeja
Uwe Madeja, född den 6 februari 1959 i Berlin, Tyskland, är en östtysk kanotist.
Han tog OS-silver i C-2 1000 meter i samband med de olympiska kanottävlingarna 1980 i Moskva.